# Östliche Abenaki

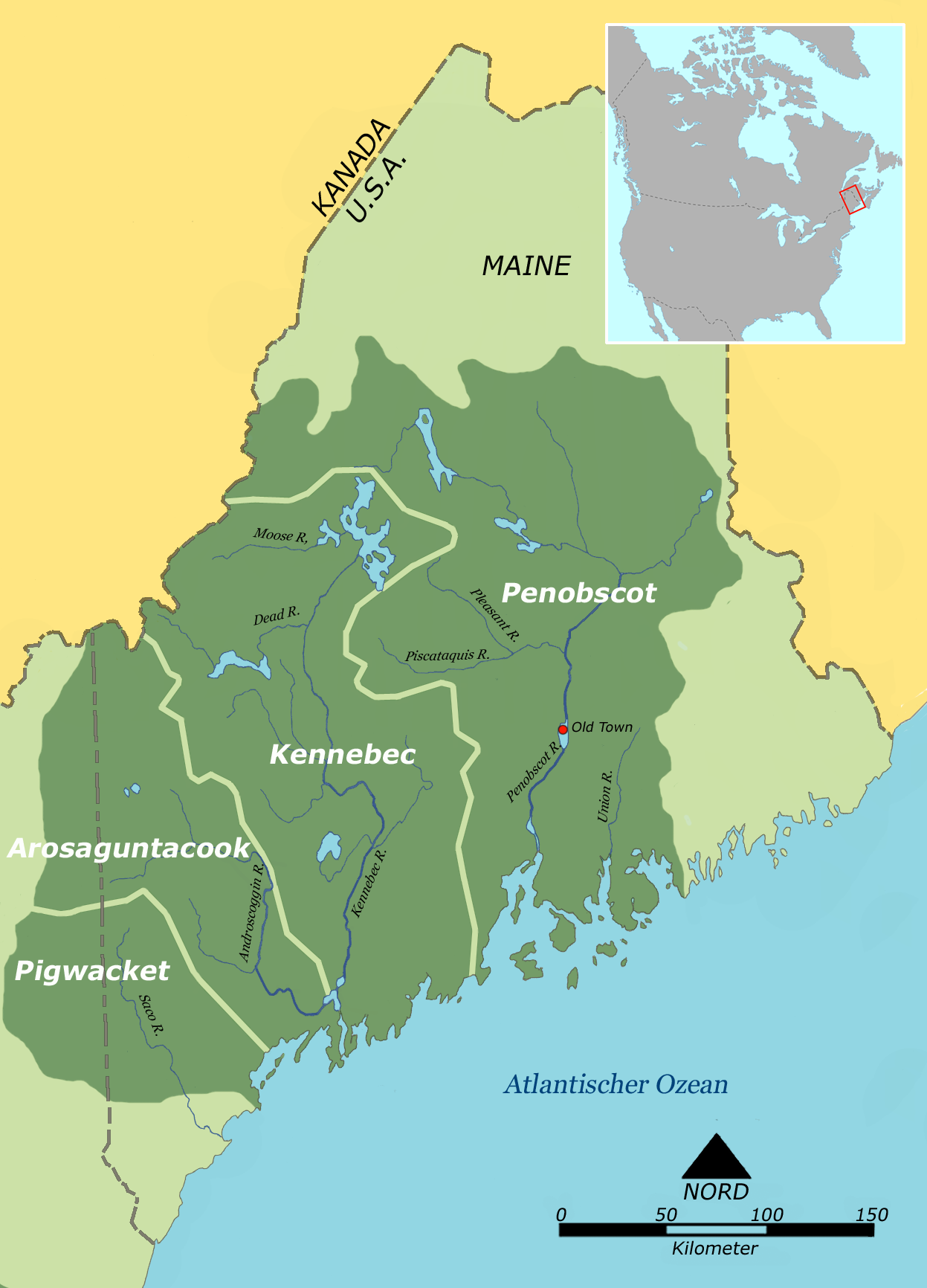
Ehemalige Wohngebiete der Östlichen Abenaki

Die Östlichen Abenaki sind die östliche Dialekt- und Stammesgruppe der Abenaki, die sich aufgrund ihres Dialektes von der westlichen Stammesgruppe, den Westlichen Abenaki unterschieden. Sie waren ursprünglich im äußersten Nordosten der USA sowie den angrenzenden Gebieten Kanadas beheimatet und sprachen zusammen mit den eng verwandten Penobscot Östliches Abenaki (auch Abnaki-Penobscot), eine östliche Algonkin-Sprache. Sie bildeten einst mit vier anderen benachbarten Algonkin-Stämmen der Region zusammen die Wabanaki-Konföderation, die als Reaktion auf den Irokesen-Liga gebildet wurde. Heute leben noch einige tausend Abenaki im Bundesstaat Maine und den angrenzenden Regionen Kanadas.

## Stämme der Östlichen Abenaki
- Arosaguntacook
- Kennebec (ab dem 18. Jhd. Norridgewock genannt)
- Pigwacket
- Penobscot (oft als eigenständiger Stamm angesehen)
- und eine Anzahl kleinerer Stämme, wie Amaseconti, Arsicantegou, Kwapahag, Ossipee, Rocameca und Wewenoc.

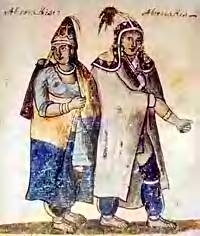
Abenaki-Paar aus Bécancour (18. Jahrhundert)

## Sprache und Name
Die Abenaki sprechen Ost-Algonkin, das sich von der Sprache der Micmac im Norden und dem Idiom der Neuengland-Algonkin im Süden unterscheidet. Es gibt außerdem einen Unterschied im Dialekt der Östlichen zu den Westlichen Abenaki. Der Name der Östlichen Abenaki stammt von ihrer Selbstbezeichnung Wapanahki und bedeutet Volk des Sonnenaufgangs oder die Östlichen. Mit Wabanaki wurden Angehörige der Konföderation bezeichnet, zu der auch die Westlichen Abenaki, Maliseet-Passamaquoddy und Micmac gehörten. Der Name Abnaki erscheint manchmal in der Literatur und darüber hinaus gibt es eine Vielzahl weiterer Varianten in Schreibweise und Aussprache. Die Franzosen nannten die Östlichen Abenaki häufig Loup (deutsch „Wölfe“). Die Penobscot sind Angehörige der einzigen Abteilung der Abenaki, die in ihrer Heimat überlebt haben.

## Wohngebiet
Zu Beginn des 17. Jahrhunderts erstreckte sich das Wohngebiet der Östlichen Abenaki über die heutigen US-Bundesstaaten Maine und New Hampshire sowie über Teile der angrenzenden kanadischen Provinz Neubraunschweig. Die Ureinwohner bezeichneten ihr Wohngebiet mit dem Namen von Flüssen und die Grenzen liefen entlang von Höhenzügen, die diese Flussläufe voneinander trennen. Als die ersten Europäer in ihr Land kamen, hatten die Ureinwohner keine Vorstellung von Grundbesitz, die mit europäischen Ansichten verglichen werden könnte. Oft waren die Grenzen nicht klar definiert und liefen ineinander über. Die Abenaki bezeichneten sich selbst als Bewohner von Flussläufen. So waren im Laufe der Zeit neue Gruppen an den kleineren Nebenflüssen der großen Ströme, wie Penobscot River, Kennebec River und Androscoggin River, entstanden, die bis hinunter zur lokalen Familiengruppe gingen. Es kam zu einer verwirrenden Menge von Stammesnamen, die in den alten Quellen erwähnt werden und die Zuordnung der einzelnen Stämme erschweren.
Die Westlichen Abenaki lebten zumeist im heutigen New Hampshire. Samuel de Champlain bemerkte interessante kulturelle Unterschiede zwischen ihnen und den Östlichen Abenaki. Er nannte die Westlichen Abenaki und ihre südliche Nachbarn Armouchiquois. In früheren Zeiten kam es oft zu derartigen Verwechslungen. So hat er die Maliseet-Passamaquoddy nicht genau von den Östlichen Abenaki unterscheiden können. Zuerst begegnete er den Maliseet-Passamaquoddy und erkannte sie korrekt als Étchemin, aber danach benutzte er den gleichen Ausdruck bequemerweise ebenfalls für die Östlichen Abenaki. Spätere Schriftsteller übernahmen den Fehler und einige heutige Autoren schließen irrtümlich daraus, dass das gesamte Gebiet um 1605 von den Vorfahren der Maliseet-Passamaquoddy besiedelt war.
Die Penobscot profitierten als Erste vom Pelzhandel mit den Franzosen und mit dem Erwerb europäischer Güter und Waffen begannen sie, Anfang des 17. Jahrhunderts die benachbarten Stämme zu dominieren. Ihrem obersten Sagamore Bashabes gelang es, die Östlichen Abenaki in einer Allianz zu verbünden. Sein Name erscheint in einer von Samuel Purchas 1625 veröffentlichten anonymen Beschreibung und er war einer von 23 Penobscot-Sagamores. Purchas berichtet weiter vom Land der Abenaki, in dem es Dörfer auf Mount Desert Island und an den Flüssen Penobscot, Orland, Bagaduce, Muscongus, Damariscotta, Sheepscot, Kennebec, Androscoggin, Presumpscot und dem oberen Saco River gab. Einige Flüsse, wie der Orland River, sind kleinere Küstengewässer, die zum Kennebec- und Penobscot-Einzugsgebiet gehören.
Die Feindschaft zu den Mi'kmaq auf der anderen Seite der Bucht bestand schon seit geraumer Zeit, wurde aber durch den Pelzhandel mit den Franzosen verschärft. Die Mi'kmaq wurden von damaligen Schriftstellern Tarrantiner genannt und andere Autoren haben ihn irrtümlich auch auf die Östlichen Abenaki übertragen.

## Lebensweise und Kultur zu Beginn des 17. Jahrhunderts

### Jagen und Sammeln
Laut Samuel de Champlain und John Smith betrieben die Ureinwohner im nördlichen Neuengland Gartenbau, allerdings nur bis zum Saco River in Maine. Das Land der Abenaki war in Küstennähe von Weißkiefern, Hemlocktannen und Laubbaumwald bedeckt und wechselte zum Landesinneren hin zu Tannen- und Fichtenwald. Das Klima war für die damals verfügbaren Feldfrüchte wenig geeignet, bis der Pelzhandel das Überwintern in großen Dörfern ermöglichte und notfalls den Kauf von zusätzlicher Nahrung in Jahren der Missernte ermöglichte.
Der jährliche Zyklus der Östlichen Abenaki begann im Frühling mit dem Verlassen der Winterdörfer und der Wanderung zum Meer. Den Frühling verbrachte man an der Küste und fing Heringe, Lachse, Alsen, Aale, Stinte und andere Fische mit Haken, Speeren, Reusen und Netzen. Einige Fische wurden mit Harpunen gejagt, besonders Störe, die man bei Nacht durch Fackeln an die Oberfläche lockte. Hummer und Krabben wurden in flachem Wasser vom Kanu aus mit Speeren erlegt. Essbare Muscheln sammelte man zu bestimmten Jahreszeiten in großen Mengen und galten als Hauptnahrungsmittel. Im Frühling und Sommer wurde die Kost durch verschiedene Beeren, Kirschen, Weintrauben und andere wildwachsende Früchte ergänzt, wie die Erdbirne (Apios americana), eine harte, kartoffelähnliche Knolle, die wie diese zubereitet und gegessen wurde. Im Frühling zapften die Abenaki Ahorn-Bäume an, um den wohlschmeckenden Saft zu gewinnen, der nach Einführung metallener Töpfe auch zu Ahornsirup und Zucker verarbeitet wurde.
In den Sommermonaten machten die Abenaki an der Küste Jagd auf Seehunde, Delfine und verschiedene Wasservögel. Im Herbst erfolgte der Umzug ins Landesinnere und man verbrachte die kalte Jahreszeit in Winterlagern, später auch in größeren Dörfern. Von hier aus gingen sie auf die Jagd und erlegten Elch, Hirsch, Karibu und Bär mittels Speeren und Pfeil und Bogen, während Biber, Bisamratten, Otter und andere pelztragende Tiere in Fallen gefangen wurden. Die Winter waren hart und schneereich und die Jagd erforderte große Beweglichkeit, die man mit Schneeschuhen und Schlitten erreichte.

### Ausrüstung und Werkzeug
Zur Ausrüstung eines Abenaki-Jägers gehörten Pfeil und Bogen, eine lange Lanze, ein Messer und eine Jagdtasche mit einem Feuerzeug, das aus Schwefelkies und runden Steinen mit rauer Oberfläche bestand. Kanus waren ein wichtiges Transportmittel, wurden aus Birkenrinde hergestellt und waren so geräumig, um eine fünf- bis sechsköpfige Familie mit ihren Hunden und ihrer gesamten Habe aufzunehmen. Es gab große, zusammenfaltbare Rindenbehälter, die wie die Kanus mit zähen, dünnen Zedernwurzeln vernäht und mit weißen oder gefärbten Stachelschweinborsten verziert wurden. Essgeschirr, Löffel und Schalen schnitzten die Abenaki aus Holz, Körbe fertigten sie aus Eschenspänen an und runde oder konische Krüge töpferten sie aus Ton. Pfeifen zum Rauchen wurden aus Ton und Stein hergestellt, doch viele der kleinen Gebrauchsgegenstände wurden bald durch europäische Handelswaren ersetzt.
Das krumme Messer der Abenaki hat sich offenbar aus einem Biberschneidezahn entwickelt, doch um 1610 war es schon mit einer metallenen Klinge versehen. Hunde hielt man als Haustiere und benutzte sie zum Aufspüren von Wild, weniger zum Ziehen oder Tragen von Lasten, wie es von anderen Stämmen praktiziert wurde. Nach altem Brauch verschenkte man das erste erlegte Wild der Jagdsaison, das geschah auch mit der ersten Jagdbeute eines Knaben.

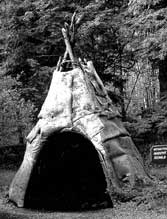
Abenaki-Wigwam

### Häuser
Es gab zwei verschiedene Haustypen bei den Östlichen Abenaki: Sie waren entweder halbrund mit einem kreisförmigen oder pyramidenförmig mit einem rechteckigen Grundriss. Sie hatten einen Mittelpfosten, der von einer Steinplatte vor dem nahen Feuer geschützt wurde, und waren mit Birkenrinde bedeckt. Das Haus hatte zwei Türen, von denen eine stets offen blieb, damit der Rauch durch den Luftzug am Scheitelpunkt des Hauses entweichen konnte. Sie waren so gut isoliert, dass sie im Winter warm blieben und im Sommer als Schwitzhütten dienten.

### Ehe und Familie
Die Familie der Braut erhielt von der Familie des frischgebackenen Ehemanns einen Brautpreis, dessen Höhe von der Attraktivität der Braut und dem Status ihres Vaters abhängig war. Vielehe war auf die Sagamore beschränkt. Das hatte einen praktischen Grund, denn ein Mann mit mehreren Frauen und vielen Kindern war zum Beispiel eher in der Lage, große Feste zu organisieren.
Bei der Geburt ihres Kindes verließ die Frau den Wigwam, kniete sich nieder und einige ältere Frauen leisteten ihr Hilfestellung. In den Wintermonaten war die Kindersterblichkeit hoch, weil man die Neugeborenen nicht ausreichend gegen die bittere Kälte schützen konnte.

### Führung
Indianische Führer waren niemals absolute Herrscher, sondern konnten ihr Amt nur durch besondere Leistungen, Mut, kluge Entscheidungen und Fürsorge für ihre Stammesmitglieder erwerben und behaupten. Die Häuptlingswürde übertrug man also gewöhnlich einem angesehenen Mann, der die notwendigen Qualifikationen besaß. Es gab eine patrilineare Tendenz für die Weitergabe des Führungsamtes, obwohl es grundsätzlich nicht erblich war. Ein Sagamore hatte normalerweise eine vielköpfige Familie und war bemüht, diese durch die Heirat so vieler Frauen zu vergrößern, wie er angemessen versorgen konnte. Zu Verwandten und anderen Familien baute er persönliche Beziehungen auf, um seinen Einfluss zu erweitern. Es gab Sagamore, die zugleich auch Schamanen waren, und damit ihre Ausstrahlung und ihren Einfluss erheblich vergrößern konnten. Bashabes war ein außergewöhnliches Beispiel für einen Führer, dessen Autorität sich über alle Östlichen Abenaki ausgedehnt hatte und erst nach seinem Tode konnten die örtlichen Sagamore wieder frei entscheiden. Ernennungen auf Lebenszeit wurden 1866 durch jährliche Wahlen abgeschafft.

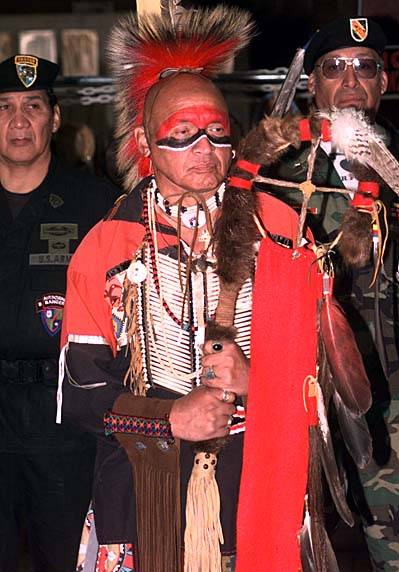
Abenaki in historischer Tracht

### Kleidung
Männer und Frauen der Abenaki kleideten sich ähnlich in fransenverziertes Hirschleder und Tierfelle, die mit dem Fell nach außen oder innen getragen wurden. Biberfelle nahm man für Lendenschurze und bei kaltem Wetter trug man lange Ärmel und Leggings. Beide Geschlechter trugen Mokassins aus Leder, gingen normalerweise ohne Kopfbedeckung und bemalten sich das Gesicht und den Körper. Sagamore trugen manchmal Kronen aus roten Hirschborsten oder weiß gefiederten Vogelbälgen.

### Heilkunst
Kranke schickte man in die Schwitzhütte, um das Leiden zu kurieren. Schamanen verabreichten verschiedene Abführmittel, Tee und Salben. Andere Krankheiten erforderten magische Heilmittel und der Schamane versuchte, die Krankheit fortzublasen oder zu tanzen. Auf einem Felsen in der Nähe von Solon in Maine kann man noch heute magische Zeichen entdecken,
mit denen ein Kranker bemalt wurde, um ihn zu heilen. War ein Patient offensichtlich unheilbar erkrankt, bekam er nichts mehr zu essen, um seinen Tod zu beschleunigen. Ein Sterbender verteilte den Großteil seines Besitzes an Verwandte und was übrig blieb, wurde mit ihm begraben.

## Geschichte

### Frühe Kolonial-Periode

#### Erste europäische Kontakte
Nachdem Sebastian Cabot im Jahr 1497 die Küste Maines besucht hatte, kamen regelmäßig europäische Fischerboote an die nordamerikanische Ostküste. Der nächste bekannte Forschungsreisende war 1524 Giovanni da Verrazzano, der den Penobscot River Norumbega nannte. David Ingram dachte sich 60 Jahre später eine fantastische Geschichte über diesen Ort aus, doch Ingrams imaginäres Fairyland hat niemals existiert, aber im Europa des 16. Jahrhunderts kursierte das Gerücht über ein mächtiges Königreich an der Ostküste Nordamerikas, ähnlich den Sieben Städten von Cibola im Südwesten, von denen die spanischen Konquistadoren so magisch angezogen worden waren. Die Europäer fanden zwar Nurembega nicht, doch sie entdeckten mit dem lukrativen Pelzhandel einen anderen Schatz.
1604 besuchte Samuel de Champlain Kenduskeag und 1605 den Kennebec River. Die Östlichen Abenaki zeigten reges Interesse am Pelzhandel mit den Franzosen. Champlain und Pierre de Monts errichteten 1604 Fort St. John an der Mündung des St. Croix Rivers, doch sie wählten einen schlechten Standort aus. Ein Jahr hielten die Bewohner trotz diverser Überschwemmungen, eisiger Kälte und Hungersnot aus. Dann gaben sie auf und fuhren über die Bay of Fundy nach Port Royal in Neuschottland. Obwohl dieses Gebiet den Mi'kmaq gehörte, waren die Abenaki weiterhin Handelspartner der Franzosen.
Die Franzosen bewiesen ein besseres Gespür für den Umgang mit den Ureinwohnern als die Engländer. 1605 führte zum Beispiel George Weymouth eine englische Expedition zu den Abenaki, kidnappte fünf Männer und nahm sie mit nach England. Ferdinando Gorges erhielt die Genehmigung, das Gebiet zu kolonisieren und schickte zwei Jahre später George Popham und Raleigh Gilbert mit einem der von Weymouth gefangenen Abenaki los, um eine Kolonie zu gründen. Die Beziehungen zu den Indianern blieben angespannt, dazu kamen Hunger und bittere Kälte, so dass der Versuch im Jahr 1608 abgebrochen werden musste.

#### Tarrantiner-Krieg (1607–1615)
Die Feindschaft zwischen den Penobscot und den Mi'kmaq bestand schon seit langer Zeit, wurde aber durch den Pelzhandel mit den Franzosen verschärft. Um 1607 führte dieser Zustand zum Tarrantiner-Krieg zwischen der Penobscot-Konföderation unter Bashabes einerseits und den Mi'kmaq und den mit ihnen verbündeten Maliseet andererseits. Der Krieg dauerte mit Unterbrechungen insgesamt acht Jahre, in denen Mi'kmaq-Krieger nach Süden zogen und Dörfer der Abenaki überfielen. Missionare der Jesuiten kamen 1610 nach Port Royal und begannen unverzüglich mit ihrer Missionsarbeit bei den benachbarten Mi'kmaq. Ungeachtet des Krieges bauten die französischen Priester 1613 eine Mission mit Handelsstation für die Penobscot in der Nähe des heutigen Ortes Bar Harbor in Maine. Sie hatte aber nur eine kurze Existenz, denn sie wurde im gleichen Jahr nicht von Indianern, sondern von Engländern aus Jamestown in Virginia zerstört. 1615 gewannen die Micmac den Krieg, nachdem sie Bashabes bei einem Überfall auf Mawooshen getötet hatten. In den folgenden beiden Jahren zogen die siegreichen Mi'kmaq die Küste nach Süden hinab bis nach Massachusetts und hinterließen Tod und Zerstörung. Hier trafen sie auf einen gefährlicheren Gegner – europäische Krankheiten, gegen die sie keine Abwehrkräfte hatten und die ihnen nach Hause folgten. Zwischen 1616 und 1619 wurden sie von drei schlimmen Epidemien heimgesucht, die sich über ganz Neuengland und die maritimen Provinzen Kanadas ausbreiteten und denen fast 75 Prozent der gesamten indianischen Bevölkerung in der Region zum Opfer fielen.

#### Epidemien in Neuengland
| Epidemie             | Jahr                         |
| -------------------- | ---------------------------- |
| unbekannte Krankheit | 1616–1619                    |
| Pocken               | 1631, 1633, 1639             |
| unbekannte Krankheit | 1646                         |
| Grippe               | 1647                         |
| Pocken               | 1649                         |
| Diphtherie           | 1659                         |
| Pocken               | 1670                         |
| Grippe               | 1675                         |
| Pocken               | 1677, 1679                   |
| Pocken und Masern    | 1687                         |
| Pocken               | 1691, 1729, 1733, 1755, 1758 |

#### Wandel durch Handel
Es kam zu einem raschen Wandel in der Materialkultur der Abenaki, als um 1620 zunächst die französischen und später die englischen Waren aufkamen. Nützliche Dinge, wie eiserne Äxte, Messer, Gewehre, Glasperlen, Nadeln und Wollstoffe, tauschten sie gegen Pelze. Die entsprechenden selbstgefertigten Utensilien der Ureinwohner waren schnell verschwunden.
Um 1626 handelten die englischen Kolonisten in Plymouth regelmäßig mit den Östlichen Abenaki. Die Engländer hatten Zugang zu Waren wie Mais und Wampum im südlichen Neuengland und konnten diese gegen Pelze handeln. Wampum, den man nach der Einführung von Metallbohrern leichter herstellen konnte, wurde ein wichtiges Zahlungsmittel beim Warenaustausch und stellte ein bedeutendes Symbol im politischen und sozialen Bereich dar. Innerhalb weniger Jahre folgten die Siedler den Händlern in das Gezeitengebiet Maines westlich des Penobscot Rivers. Sie erhielten sogenannte Quitclaims (Landübertragungsurkunden), die später als Urkunden behandelt wurden. Die Indianer begriffen nicht, dass ihnen damit nach europäischem Recht das Land nicht mehr gehörte.
Das frühere Leben der Abenaki hatte sich durch den Pelzhandel geändert. Es gab nun weniger Dörfer, da sich die überlebenden Einwohner älterer Gemeinden zusammenschlossen. Die Not der gesamten Bevölkerung des Binnenlands im Winter gehörte der Vergangenheit an. Wichtiger war jetzt, Pelze für den Handel zu erhalten als die Jagd für das Überleben bis zum Frühling.
Weil Maine und Kanadas maritime Provinzen häufig britischen Angriffen ausgesetzt waren, begannen die Franzosen ab 1610, die meisten ihrer Handelsposten abzubauen. Um 1616 wickelten lediglich Port Royal und ein kleiner Posten an der Mündung des Penobscot Rivers den Handel mit den Abenaki und Mi'kmaq ab. Die ersten Erfahrungen mit englischen Siedlern machten die Abenaki 1607 bei einem fehlgeschlagenen Versuch der Plymouth Company, eine Kolonie am Kennebec River zu errichten. Sieben Jahre später traf Kapitän James Smith auf die Abenaki, als er die Küste des nördlichen Neuenglands erkundete und kartierte.
Mit Verwunderung werden die Abenaki vermutlich festgestellt haben, dass sich Engländer und Franzosen in mehreren Kriegen um ihr Land stritten. Im Jahre 1628 zerstörte eine englische Flotte unter David Kirke französische Schiffe im Hafen von Port Royal beim Entladen von Versorgungsgütern, brannte die französische Siedlung nieder und fuhr danach den Sankt-Lorenz-Strom hinauf, um Québec zu erobern. Die Briten waren vier Jahre lang Herren über Kanada, bis sie es 1632 im Vertrag von Saint-Germain-en-Laye an Frankreich zurückgeben mussten. Inzwischen hatten englische Händler aus Boston einen Handelsposten bei Machias im nördlichen Maine für den Pelzhandel mit den Abenaki errichtet. Die Franzosen zerstörten sogleich diesen Handelsposten und forderten die britischen Händler auf, ihre Aktivitäten zukünftig auf das Gebiet südlich des Kennebec Rivers zu beschränken. Als Gegenmaßnahme verlangten die Briten von den französischen Händlern aus Akadien, nördlich des St. Croix Rivers zu bleiben. Das Ergebnis dieses Konfliktes war allerdings, dass nur noch wenige Händler die Abenaki aufsuchten, die zwischen diesen beiden Flüssen lebten.
Die Franzosen waren nicht mehr wirklich an den Pelzen der Abenaki interessiert, weil sie die benötigte Ware von den Huronen an den Großen Seen erhielten. Um mit den Franzosen in Québec Handel zu treiben, mussten die Abenaki durch ein Gebiet, das von den Innu kontrolliert wurde und die Zoll für die Durchreise von ihnen verlangten. Die Briten besetzten Port Royal 1654 ein zweites Mal und hielten es bis 1667, mit der Folge, dass die Abenaki von den Franzosen in Akadien keine Hilfe erwarten konnten. Zunächst versorgten Bostoner Händler die Abenaki und machten dabei guten Profit. Dieser Handel endete aber bald, weil die Briten 1664 New York, damals Nieuw Amsterdam, von den Holländern eroberten und einen Handels- und Beistands-Vertrag mit den Mohawk abschlossen. Die meisten Bostoner Händler zogen daraufhin nach Albany und beendeten die Beziehungen zu den Abenaki.

#### Kriege der Östlichen Abenaki
| Kriege                              | Dauer     | Englische Verträge     | Amerikanische Verträge       |
| ----------------------------------- | --------- | ---------------------- | ---------------------------- |
| Tarrantiner-Krieg                   | 1607–1615 |                        |                              |
| King Philip’s War                   | 1675–1678 | 1676, 1678, 1685       |                              |
| King William’s War                  | 1688–1699 | 1690, 1693, 1699, 1701 |                              |
| Queen Anne’s War                    | 1702–1713 | 1703, 1713, 1714, 1717 |                              |
| Dummer's War                        | 1721–1725 | 1725, 1726, 1727       |                              |
| King George’s War                   | 1745–1748 | 1749, 1752             |                              |
| Siebenjähriger Krieg in Nordamerika | 1755–1759 | 1762                   |                              |
| Amerikanischer Unabhängigkeitskrieg | 1775–1782 |                        | 1786, 1796, 1818, 1820, 1833 |

#### Baron de Castin
Inzwischen nahmen die Mohawk ihre Attacken gegen die Östlichen Abenaki in Maine wieder auf, die nur noch von den Franzosen aus Québec versorgt wurden. Der französische Händler Baron Jean-Vincent de Castin siedelte bei den Penobscot und heiratete 1678 die Tochter des Sagamore Madockawando. Nach dessen Tod übernahm Castin die Häuptlingswürde, musste aber zurück nach Frankreich reisen, so dass seinem ältesten Sohn Bernard-Anselme das Amt übertragen wurde. Ein permanenter Handelsposten und eine Jesuiten-Mission bei dem heutigen Ort Castine in Maine wurden errichtet. Castin und sein Sohn waren unversöhnliche Feinde der Briten und unter ihrer Führung wuchs die Feindschaft der Penobscot gegenüber den Engländern, besonders deshalb, weil sie die Handelsbeziehungen abgebrochen hatten.

#### King Philip’s War (1675–1678)
Die englische Kolonisation schritt schnell voran, während die französischen Siedlungen nicht annähernd so stark wuchsen. Dafür wurden Kapuziner- und Jesuiten-Missionare erneut tätig. Die Bemühungen der Jesuiten waren als Abwehr gegen die englische Vorherrschaft in Nordamerika anzusehen. Englische Angriffe und Überfälle ihrer indianischen Verbündeten auf französische Siedlungen im Norden häuften sich. 1675 brach im südlichen Neuengland der King Philip’s War aus.
Die meisten Östlichen Abenaki blieben zunächst im Krieg zwischen England und Frankreich neutral, doch die Allianz zwischen Engländern und ihren Feinden, den Irokesen, trieb sie an die Seite der Franzosen. Vor Beginn des King Philip’s Wars waren die Abenaki nicht nur beunruhigt über die englische Unterstützung der Irokesen, sondern in steigendem Maße auch über den Landraub der britischen Kolonisten. Aufgrund einer Einwanderungswelle von Puritanern in den 1660er Jahren kam es zu einer verstärkten Expansion weißer Siedlungen. Die gefragtesten Gebiete waren natürlich die fruchtbaren Ufer der Flüsse, an denen auch die Abenaki lebten.
Durch den Mord am Kind eines Sagamore der Abenaki am Saco River breitete sich der Krieg auch in das nördliche Neuengland aus. Die Engländer verlangten von den Abenaki, dass sie ihre Gewehre abgeben sollten. Gewehre waren jedoch damals für das wirtschaftliche Leben unentbehrlich und die englische Haltung machte den Krieg praktisch unvermeidlich. Nach einem von beiden Seiten grausam geführten Krieg siegten die Kolonisten, die sogar in ihren eigenen Berichten ihre Gräueltaten zugaben.
Der erste von 17 Verträgen zwischen den Engländern und den Östlichen Abenaki wurde 1676 unterzeichnet. Dabei zwang man einen Sagamore der Kennebec zur Unterschrift und die meisten Indianer missachteten deshalb den Vertrag. Der Krieg wurde erst 1678 durch einen zweiten Vertrag beendet. Danach mussten praktisch alle englischen Siedler die Küste verlassen. Es gab fünf weitere Kolonialkriege mit den Engländern und dreimal so viele Verträge, aber die Indianer waren in den späteren Jahren nicht mehr so erfolgreich wie beim ersten Vertrag. Zur selben Zeit wurde der französische Einfluss in erster Linie von den Jesuiten-Missionaren gelenkt. Es gab keine vergleichbaren Friedensverträge der Indianer mit den Franzosen, sondern nur Beistandsvereinbarungen.

#### Kolonialkriege
Die Hauptursache der Kolonialkriege zwischen 1675 und 1759 ist im Wettstreit um die koloniale Vorherrschaft zwischen England und Frankreich zu suchen. Die in den Konflikt verstrickten Abenaki wurden teilweise durch die Franzosen versorgt, aber die Feindschaft zu den Briten war wirtschaftlich deshalb so verheerend, weil sie inzwischen von englischen Waren abhängig geworden waren. Die Führer der Östlichen Abenaki, die ideologisch mit den Franzosen und wirtschaftlich mit den Engländern verbunden waren, schienen begriffen zu haben, dass ihr Überleben von ihrem diplomatischen Geschick zu den beiden kolonialen Mächten abhing. Während andere Stämme landlose Söldner der einen oder anderen Seite wurden, blieben die Abenaki eine wichtige dritte Macht zwischen Neuengland und Neufrankreich. Ein Beispiel für ihre Bedeutung stellt die hohe Skalpprämie dar, die von den Engländern und den Franzosen während der Kolonialkriege gleichermaßen ausgesetzt wurde.
Der Ablauf von Verhandlungen zwischen den Kolonialmächten und Ureinwohnern offenbart die politische Grundstruktur der Östlichen Abenaki. In den meisten Fällen wurden die vorbereitenden Verhandlungen von vier Delegationen aus jedem Flusssystem durchgeführt. Nachdem die Hauptarbeit erledigt war, übernahm der Obersagamore und der zweite Sagamore eines jeden Gebiets die weitere Verhandlungsführung. Sie hatten jedoch nur noch formale Aufgaben, denn der voraussichtliche Ausgang des Zusammentreffens war schon vorher festgelegt worden. Was an Spontanität verlorenging, wurde durch kunstvolle Reden wieder wettgemacht. Manchmal setzten die Delegierten vor den Sagamore ihre Unterschrift unter das Abkommen.

#### Dummers Krieg (1722–1727)
Die Franzosen waren darauf bedacht, zwischen den Kolonien Neufrankreich und Neuengland eine Pufferzone mit befreundeten Indianerstämmen zu errichten. Man drängte die dort lebenden Stämme, Allianzen zu bilden. Die Abenaki hatten zwar nicht die Absicht, Söldner der Franzosen werden, aber der englische Druck zwang sie dennoch in diese Richtung. Um 1717 wuchsen englische Siedlungen an der Küste Maines entlang schnell nach Norden und weiter in das Tal des Connecticut Rivers hinein. Viele Jesuiten wollten die Rechte ihrer konvertierten Abenaki und natürlich auch Frankreichs verteidigen und ermutigten die Abenaki, den Kampf um ihr Land wieder aufzunehmen. Der Wortführer der Jesuiten war Pater Sébastien Rasles. Verhandlungen zwischen den Briten und den Abenaki 1717 und 1719 führten zu keinem Ergebnis und nach mehreren Ausbrüchen von Gewalt erklärte der Gouverneur von Massachusetts Samuel Shuttle den Abenaki 1722 den Krieg, der als Dummers Krieg, Lovewells Krieg oder Pater Rasles Krieg, bekannt werden und fünf Jahre lang bis 1727 dauern sollte.
Es gab eine Serie von kleineren Gefechten zwischen den Kriegsparteien. Obwohl die Penobscot im Dummers Krieg keinen Sieg erringen konnten, hatten sie 1724 eine eigene Marine mit erbeuteten Schiffen aufgebaut und die Engländer betrachteten sie noch immer als ernsthaften Gegner. Im Jahr 1727 griff die englische Kolonialarmee Norridgewock an, ein Dorf der Östlichen Abenaki am oberen Kennebec River in Maine, brannte es nieder, tötete Pater Rasles und verstümmelte seinen Leichnam. Obwohl die Franzosen sich nicht direkt am Krieg beteiligten, waren ihre Sympathien eindeutig auf Seiten der Abenaki, und die Reaktion auf die Nachricht von Rasles Tod verursachten beinahe eine offene Rebellion unter der französischen Bevölkerung. Nur 150 Kennebec-Flüchtlinge aus Norridgewock schafften die Flucht in das sichere Kanada. Nachdem auch die Pigwacket im folgenden Frühling geschlagen waren, brach der Widerstand der Abenaki in Maine zusammen. Im Dezember 1727 unterzeichneten sie einen Friedensvertrag mit Massachusetts, dem dritten von drei Verträgen, der den Krieg endgültig beendete. Jetzt verhandelten die Penobscot allein sowohl für alle Östlichen Abenaki, als auch für die Maliseet-Passamaquoddy und die Micmac. Von dieser Zeit an waren sie die anerkannten Wortführer des ganzen überlebenden Wabanaki-Volkes in Neuengland und der kanadischen Ostküste. Schließlich entwickelte sich diese Konföderation zu einem noch größeren Bündnis, in dem sich weitere pro-französische Stämme, wie die Huronen und auch die Ottawa, vereinigten.

#### Abenaki in Québec
Zwei dauerhafte Abenaki-Gemeinden hatten sich inzwischen in Québec entwickelt: Bécancour, in der Nähe von Trois-Rivières, das überwiegend aus Östlichen Abenaki aus dem südlichen Maine bestand, und St. Francis (Odanak), etwa 45 km südwestlich davon, das von einer Mischung aus Westlichen Abenaki, Pennacook und Neuengland-Algonkin bewohnt wurde. Die Westlichen Abenaki hatten außerdem ein großes, dauerhaftes Dorf in Missisquoi am Lake Champlain und eine kleinere Siedlung in Cowasuck im nördlichen Vermont.
Nach dem Dummers Krieg glaubte man in Neuengland irrtümlich, die Abenaki seien auf immer nach Kanada gezogen. Aus diesem Grunde wurden alle Westlichen und Östlichen Abenaki, die man zu dieser Zeit im nördlichen Neuengland antraf, als St.-Francis-Indianer angesehen. Die ungenau definierte Grenze zwischen Neuengland und Québec, ein Zustand, der bis ins 19. Jahrhundert andauerte, hatte ihren Anteil an dieser Konfusion. Tatsächlich haben viele Abenaki niemals wirklich das nördliche Neuengland verlassen und vereinzelte Gruppen haben dort permanent gelebt und gejagt.

#### Franzosen- und Indianerkrieg (1754–1763)
Das Land im westlichen Maine wurde allmählich von englischen Siedlern aufgekauft. Verkäufer waren im Wesentlichen Indianer, die wenig von englischen Gesetzen verstanden oder kein Verkaufsrecht hatten. Die daraus entstandenen Konflikte durch betrügerische Landkäufe oder Vertragsbrüche wurden oft von John Gyles geklärt. John Gyles lebte als Kind neun Jahre lang in der Gefangenschaft bei den Maliseet und schrieb später eine ausgezeichnete, 1736 veröffentlichte Autobiografie über sein Leben bei den Indianern. Nach seiner Rückkehr aus der Gefangenschaft fungierte er als Dolmetscher und war einer der wenigen englischen Kolonisten, der die Sprache der Abenaki verstehen und sprechen konnte.
Als der Franzosen- und Indianerkrieg ausbrach, blieben die Penobscot offiziell neutral und drängten die anderen Abenaki, es auch zu tun. Viele Angehörige der Östlichen Abenaki befanden sich außerhalb von Neuengland und hatten wenig zu verlieren. Sie verbündeten sich mit den Indianern der Küstenregion und griffen die Engländer an. Schließlich zwangen die Kolonisten auch den Penobscot den Krieg auf und enorme Skalpprämien wie in den vorherigen Kriegen wurden ausgesetzt. Krieger der Östlichen und Westlichen Abenaki waren auch an Louis-Joseph de Montcalms Feldzug im nördlichen New York beteiligt. Hier gab es Gerüchte, die Penobscot seien schuld an dem Massaker, das der Einnahme von Fort William Henry 1757 folgte und angeblich 1500 Opfer forderte. Moderne Forschungen haben diese Zahl auf maximal 180 Getötete reduziert. Fort William Henry spielte den historischen Hintergrund in James Fenimore Coopers berühmten Roman Der letzte Mohikaner. Am Standort von Fort William Henry in der Gemeinde Lake George im Bundesstaat New York wurde ein Nachbau errichtet, der heute eine beliebte Touristenattraktion ist.
Eine andere Gruppe Abenaki-Krieger aus Bécancour zog nach Süden, verübte Überfälle bei Albany, vereinigte sich mit den letzten 60 Neuengland-Algonkin aus Schaghticoke und brachte sie nach St. Francis (Odanak) in Kanada. Außer an der Siedlungsgrenze in Vermont, Maine und New Hampshire hatte Neuengland in diesem Krieg vergleichsweise wenig indianische Angriffe zu erleiden. Das war ein Verdienst der kolonialen Kommandotruppe unter Major Robert Rogers, den Rogers’ Rangers, die im Herbst 1759 Saint Francis (Odanak) angriff und niederbrannte. Rogers berichtete, er habe 200 Abenaki und den französischen Priester getötet, doch französische Aufzeichnungen listen lediglich 30 Tote auf. Nach dem Fall von Québec im Jahr 1759 war der Krieg für Frankreich verloren und endete offiziell 1763 mit der Vertreibung der Franzosen aus Nordamerika und dem Verlust der meisten territorialen Rechte der Abenaki abseits des Penobscot-Flusssystems an die Kolonisten. Die Engländer forderten den Besitz des unteren Penobscot-Gebiets und der Vertrag von 1762 war eine Kapitulation gegenüber den Kolonisten.

#### Amerikanischer Unabhängigkeitskrieg
Es ist nicht überraschend, dass sich in den Jahren vor der Amerikanischen Revolution viele Abenaki und andere frühere Verbündete der Franzosen die Rückkehr der französischen Herrschaft herbeisehnten. Die Penobscot verstärkten deshalb ihre Bindungen zu den Maliseet-Passamaquoddy, Mi'kmaq, Ottawa, Huronen und anderen früheren französischen Verbündeten und formierten eine Allianz. Das Zentrum der Konföderation wurde das Große Feuer in Caughnawaga (heute Kahnawake) in Québec.
Am Beginn des Konflikts wurden die Irokesen und die Abenaki-Konföderation aufgefordert, neutral zu bleiben, doch schließlich kämpften sie auf beiden Seiten. Die Penobscot, Passamaquoddy, Maliseet und Mi'kmaq standen auf der Seite der Amerikaner, in der Hoffnung, die Briten würden geschlagen und die Franzosen könnten zurückkehren. Die Irokesen kämpften auf der englischen Seite. Die Indianer in Saint Francis waren uneinig, ein Teil unterstützte die Amerikaner bei der Belagerung von Boston und stellte Scouts für Benedict Arnolds unglücklichen Feldzug gegen Québec im Winter 1776/77. Auch die Penobscot dienten als Scouts in Washingtons Armee und nahmen an dem erfolglosen amerikanischen Angriff gegen britische Forts am Penobscot River teil. Oberst John Allen stellte ein Abenaki-Regiment in Machias auf, das britische Schiffe an der Maine-Küste angriff. Andere Abenaki dienten bei den Engländern und überfielen 1781 Ziele am Androscoggin River.

### 19. Jahrhundert
Als Anerkennung für ihre Verdienste im Krieg richtete Massachusetts für die Penobscot und Passamaquoddy drei kleine Reservationen im nördlichen Maine ein. Auch den kanadischen Abenaki in Saint Francis und Bécancour sicherte man Reservationen zu.
1812 nahmen die Abenaki zum letzten Mal an einem Krieg teil und stellten zwei Kompanien, jetzt aber in der britischen Armee. Die Suche nach einem neuen Obersagamore während des Krieges war aber wichtiger als die britische Präsenz am Penobscot River. In einer komplizierten Einigung wurde schließlich John Attean zum Obersagamore bestimmt.
Im Jahr 1818 versuchte Attean den wirtschaftlichen Niedergang zu verhindern, indem er Holz aus dem nördlichen Penobscotgebiet verkaufte. Die Offiziellen in Massachusetts erklärten, die Penobscot dürften dieses Holz nicht verkaufen und überredeten sie, stattdessen einen neuen Vertrag abzuschließen, in dem sie sich verpflichteten, ihr restliches Land bis auf die Flussinseln und vier Townships in der Nähe von Mattawamkeag und Millinocket abzugeben. Im Gegenzug erhielten sie Versorgungsgüter und die Zusage von zukünftigen jährlichen Zahlungen. Zwei Jahre später wurde Maine ein Staat und übernahm die vertragliche Verpflichtung. Auch die vier Townships wurden 1833 an Maine verkauft.
Im Jahr 1838 kam es zu einer Spaltung des Stammes, die sich in gelegentlichen Unruhen äußerte. Es hatten sich zwei Parteien gebildet, die den beiden Moieties des Stammes entsprachen. Mit Moiety (lateinisch medietas) wird bei Naturvölkern die Hälfte eines Volksstammes bezeichnet, in der insbesondere bestimmte Heiratsregeln gelten. Beide Parteien wollten jeweils den Sagamore stellen. Der Staat Maine intervenierte und legte fest, dass die Wahlen des Sagamore, der zukünftig Gouverneur genannt wurde, sowie seines Stellvertreters jedes Jahr stattfinden sollten und zwar mit Kandidaten, die in einem Jahr von der einen Moiety, im nächsten Jahr von der anderen aufgestellt wurden. Dieses Problem wurde also demokratisch gelöst. Die Wahlen wurden später nur noch alle zwei Jahre abgehalten, aber das System der wechselseitigen Wahl des Gouverneurs bestand bis 1931. Die Penobscot blieben seit 1862 den Treffen der Konföderation in Caughnawaga fern.
Zusätzlich zu den politischen Konflikten wurden die Penobscot in dieser Periode von der Cholera heimgesucht. Die durch die Epidemie verursachten Todesfälle beeinflussten die demografischen Zahlen weniger als die Abwanderung von Stammesmitgliedern zwischen 1818 und 1865.
Nur wenige Abenaki sind in St. Francis und Bécancour geblieben, die meisten Gruppen haben diese Orte im Laufe der Zeit verlassen. Einige zogen im 19. Jahrhundert nach Westen, um bei der Hudson’s Bay Company zu arbeiten. 1787 verließen Angehörige der Abenaki gemeinsam mit Irokesen St. Regis, gingen nach Westen und siedelten jenseits des Mississippi am White River im damals spanischen Arkansas. Nach dem Louisiana Purchase im Jahr 1803 fand man sie bei den in der Nähe lebenden Delaware und Shawnee, von dort zogen sie gemeinsam mit diesen zunächst nach Kansas und später nach Oklahoma.
Vermont wurde 1791 Bundesstaat, doch weder Vermont noch die Vereinigten Staaten haben jemals die Landansprüche oder den Stammes-Status der dort lebenden Abenaki anerkannt. Die Westlichen Abenaki meldeten zahlreiche Besitzansprüche für Teile ihres alten Wohngebietes an, doch alle wurden bis heute vom Staat Vermont abgelehnt.

### 20. Jahrhundert

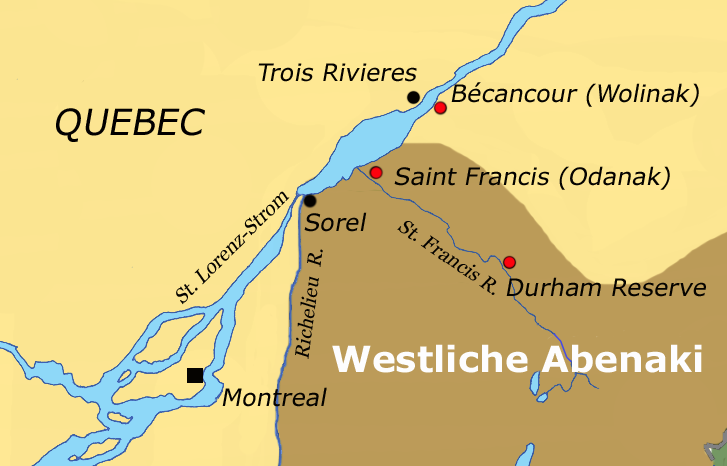
Abenaki-Reservate in Québec

Der Verlust des nördlichen, flussaufwärts liegenden Landes im 19. Jahrhundert bedeutete den Abschied vom Pelzhandel. Die Abenaki mussten sich andere Jobs suchen und viele Männer wurden Holzfäller an den großen Flüssen. Andere verdienten sich ihr Geld als Fremdenführer, doch die meisten fanden schließlich Arbeit in der örtlichen Wirtschaft, zum Beispiel in Sägemühlen und Schuhfabriken. Farmarbeit wurde eine Zeit lang staatlich subventioniert, aber zu Beginn des 20. Jahrhunderts weitgehend aufgegeben.
Es gab einige indianische Gemeinden auf Inseln im Oberlauf des Penobscot Rivers, doch nur das Dorf auf Indian Island in Old Town entwickelte sich nach und nach zur lebensfähigen Gemeinde. 1951 wurde mit der Fertigstellung der Brücke vom Festland nach Indian Island der bisherige Fährbetrieb eingestellt und die relative Isolation des Abenaki-Dorfes damit beendet. Die meisten der arbeitenden Penobscot pendeln nun täglich zwischen ihren Wohnungen auf der Insel und der Arbeitsstelle auf dem Festland.
Heute leben etwa 2000 Abenaki in Old Town und bilden die Penobscot Indian Nation.
Im Reservat in Bécancour in Québec leben ca. 400 Wolinak-Abenaki und in Odanak, 50 km südwestlich von Trois-Rivières in Québec gibt es fast 1500 Abenaki, die in der Waban-Aki Nation organisiert sind. Die übrigen Nachkommen wohnen über Québec, Neubraunschweig und das nördliche Neuengland verteilt.